# Derevaci, Pustomîtî
Derevaci (în ucraineană Деревач) este un sat în comuna Rakoveț din raionul Pustomîtî, regiunea Liov, Ucraina.

## Demografie
Componența lingvistică a localității Derevaci
     Ucraineană (99,23%)
     Alte limbi (0,77%)
Conform recensământului din 2001, majoritatea populației localității Derevaci era vorbitoare de ucraineană (99,23%), existând în minoritate și vorbitori de alte limbi.